# Pullinque
Pullinque es un caserío que se encuentra en la comuna de Panguipulli, entre los lagos Panguipulli y Pullinque, en sus cercanías se encuentran otros caseríos como Cayumapu y Llongahue.
Aquí se encuentra la Escuela Rural Pullinque. Esta escuela rural ha tenido una especial atención para la enseñanza dada su vinculación con el pueblo mapuche-huilliche por lo que ha sido parte del programa de Educadores Tradicionales, apoyando la enseñanza de la lengua mapuche y la interculturalidad, permitiendo generar un enlace entre la comunidad indígena y el establecimiento educacional; además del Liceo Agrícola y Forestal People Help People Pullinque y la Posta de Salud Rural Cayumapu.

## Hidrología
El caserío de Pullinque se encuentra junto al río Huanehue, que forma parte del desagüe del Lago Pullinque. En este punto también llegan las aguas del Río Zahuil.

## Accesibilidad y transporte
Pullinque se encuentra a 22,5 km de la ciudad de Panguipulli a través de la Ruta 203.